# Chironomus tepperi
Chironomus tepperi är en tvåvingeart som beskrevs av Frederick Askew Skuse 1889. Chironomus tepperi ingår i släktet Chironomus och familjen fjädermyggor. Inga underarter finns listade i Catalogue of Life.